# Ozola bradleyi
Ozola bradleyi är en fjärilsart som beskrevs av Fletcher 1957. Ozola bradleyi ingår i släktet Ozola och familjen mätare. Inga underarter finns listade i Catalogue of Life.